# Saudiarabiens monarki
Saudiarabiens kung är en absolut monark: han är landets enväldige stats- och regeringschef, högste befälhavare för militären, lagstiftare, högste domare samt överhuvud för huset Saud. På arabiska kallas kungen för de två heliga moskéernas förvaltare (خادم الحرمين الشريفين), vilket syftar på Masjid al-Haram (المسجد الحرام) i Mekka och Masjid an-Nabawi (المسجد النبوي) i Medina, som båda ligger innanför Saudiarabiens gränser.
Tronföljden, som är fullt agnatisk, bestäms inte efter strikt primogenitur som i europeiska kungahus, utan den bestäms av kungahusets medlemmar.
Ibn Saud började erövra Saudiarabien 1902 genom att tillsätta sin släkt som emirer av Riyadh. 1922 erövrade han Nejd och Hedjas 1925. Han avancerade från sultan av Nejd, till kung av Hedjas och Nejd, och slutligen kung av Saudiarabien 1932. Samtliga efterträdadare har varit hans söner, så även nuvarande kungen, Salman.

## Saudiarabiens kungar (1932-idag)
| Bild | Namn                  | Födelsedatum     | Tillträdde        | Avgick                       | Dödsdatum             |
| ---- | --------------------- | ---------------- | ----------------- | ---------------------------- | --------------------- |
|      | Abdul-Aziz (Ibn Saud) | 15 januari 1876  | 22 september 1932 | 9 november 1953              | 9 november 1953       |
|      | Saud                  | 12 januari 1902  | 9 november 1953   | 2 november 1964 (abdikation) | 23 februari 1969      |
|      | Faisal                | 1906             | 2 november 1964   | 25 mars 1975 (mördad)        | 25 mars 1975 (mördad) |
|      | Khalid                | 1912             | 25 mars 1975      | 13 juni 1982                 | 13 juni 1982          |
|      | Fahd                  | 16 mars 1921     | 13 juni 1982      | 1 augusti 2005               | 1 augusti 2005        |
|      | Abdullah              | 1 augusti 1924   | 1 augusti 2005    | 23 januari 2015              | 23 januari 2015       |
|      | Salman                | 31 december 1935 | 23 januari 2015   |                              |                       |